# فقط بلیط
فقط بلیط (به انگلیسی: Just the Ticket) یک فیلم کمدی و عاشقانه آمریکایی محصول سال ۱۹۹۸ به کارگردانی و نویسندگی ریچارد ونک است. در این فیلم بازیگرانی همچون اندی گارسیا، اندی مک‌داول، ریچارد برادفورد، آلیس درامند، پاتریک برین، لورا هریس، دان نوولو، ران لیبمن، ایب ویگودا، مایکل پی موران، رونالد گوتمن، آیرین ورت، لنی ونیتو، الیزابت اشلی و جو فریزیر ایفای نقش کرده‌اند.
این فیلم استقبال ضعیف منتقدان مواجه شد. امتیاز ۲۳٪ را در راتن تومیتوز از ۱۳ بررسی دارد.